# Nannarrup
Genre
Nannarrup est un genre de mille-pattes de la famille des Mecistocephalidae.

## Liste des espèces
Selon GBIF (8 juin 2024) :
- Nannarrup hoffmani Foddai, Bonato, Pereira & Minelli, 2003 - espèce type
- Nannarrup innuptus Tsukamoto, 2022
- Nannarrup oyamensis Tsukamoto, 2022

## Classification
Le nom valide complet (avec auteur) de ce taxon est Nannarrup Foddai (d), Bonato (d), Pereira (d) & Minelli (d), 2003,. Son espèce type est Nannarrup hoffmani.

### Étymologie
Le nom générique, Nannarrup, est la combinaison du grec ancien νᾶνος, nãnos, « nain », et du genre Arrup dont il est proche.

### Publication originale
- (en) Donatella Foddai, Lucio Bonato, Luis Alberto Pereira et Alessandro Minelli, « Phylogeny and systematics of the Arrupinae (Chilopoda Geophilomorpha Mecistocephalidae) with the description of a new dwarfed species », Journal of Natural History, Taylor & Francis, vol. 37, no 10,‎ mai 2003, p. 1247-1267 (ISSN 0022-2933 et 1464-5262, DOI 10.1080/00222930210121672).